# Księga Przysłów
Księga Przysłów [Prz], Księga Przypowieści Salomona [Przyp] – (hebr. משלי Miszlej) jedna z ksiąg dydaktycznych (mądrościowych) Starego Testamentu. Nie jest ona dziełem jednego autora, lecz pracą zbiorową złożoną z rozmaitych tekstów, które zebrał nieznany autor w V w. p.n.e. i napisał być może część wstępną, na którą składają się ogólne napomnienia spersonifikowanej Mądrości. Poza tym w skład księgi wchodzą dwa zbiory przysłów Salomona, dwa zbiory Nauk Mędrców, nauki Agura, zbiór bezimienny, nauki Lemuela i poemat o dzielnej niewieście.